# BMW 801
A BMW 801 német gyártmányú 14 hengeres, kétkoszorús, 41,8 l-es repülőgép-csillagmotor, amelyet a második világháború idején gyártottak.  Főként a Focke-Wulf Fw 190 típusú vadászrepülőgépen alkalmazták. A hengerek furata és lökethossza is 156 mm volt, ami révén a 14 henger összesített lökettérfogata 41.8 liter volt. A C verzió hossza 2006 mm, átmérője 1290 mm volt, száraz tömege pedig 1012 kg volt. Az első verzió 1560 metrikus lóerőt adott le felszálláskor, 2700/perc fordulatszámon.

## Innovációk, fejlesztések
Az egyik innováció, amit a típussal kapcsolatban több forrás is kiemel, az ún. Kommandogerät volt. Ez egy automatika volt, ami kezelte a teljesítmény-igény függvényében a motor beállításait.
Ennek alapvetően azért volt jelentősége, mivel a korabeli vadászgépekben a pilótának több a teljesítménnyel kapcsolatos beállítást is kellett kezelnie, ha ki akarta hozni a motorból a maximumot. Ezzel szemben a Focke-Wulf 190-es esetében a pilótáknak elég volt kezelni a gázkart, ami egyszerűbbé tette a pilóták dolgát.
Egy másik fejlesztés, amit a típussal kapcsolatban megjegyeznek, a 100 oktános üzemanyag alkalmazása volt. A magasabb oktánszámú üzemanyagból több lóerőt lehetett kihozni ugyanakkora lökettérfogatból, mivel a hengerekben nagyobb nyomást lehetett előállítani.
A 801-es egyes verzióinak a lökettérfogata és a fordulatszáma megegyező volt. A teljesítménynövekedés fő módja az volt, hogy egyre nagyobb nyomást állítottak elő a feltöltőrendszerrel. Míg a korai verziók esetén a nyomás 1.3 ata volt, addig a háború végén alkalmazott TS verzió esetén már 1.65 ata nyomáson üzemelt a motor. Ehhez a teljesítmény növekedésével együtt meg kellett erősíteni az alkatrészeket.
A motorra jellemző volt, hogy a burkolat kivételesen szorosan illeszkedett rá. Ez jelentősebb kisebb légellenállást jelentett, mint egy tipikusnak mondható, korabeli csillagmotor esetében. A típust emellett szélcsatornában tesztelték a továbbfejlesztéshez. Ez által a BMW mérnökeinek olyan mértékben sikerült csökkenteni a légellenállást, ami egyénértékű volt azzal, mintha a motor teljesítménye 150-200 lóerővel megnövekedett volna.
A BMW motorral hajtott Fw 190 légellenállása kisebb volt, mint egy soros motorral hajtott vadászgépnek (Bingham).
A hűtés szempontjából viszont voltak problémák: a hűtési problémák egészen a 190-es A5-ös verziójáig megmaradtak. A 190-es A5-ös verziója esetében a pilótafülkét és a motort távolabb helyezték egymástól, ami javította a motor hűtését.

## Vadászgépeken alkalmazott verziók
Az első verzió, amit vadászgépen alkalmaztak, a C volt. Ennek 1560 metrikus lóerő volt a felszállóteljesítménye, amit 2700/perc fordulatszámon adott le. Ez a verzió 1.3 ata nyomáson üzemelt és 1941-ben volt a 190-es hajtóműve.
A következő vadászgépen alkalmazott verzió a D volt. Ezen a verzión vezették be a 100 oktános üzemanyag alkalmazását, ami révén lehetőség volt a nyomást 1.42 ata értékre növelni. A nyomás mellett a hengerek kompresszióviszonyát is megnövelték. A felszállóteljesítmény 1700 lóerőre nőtt.
A D verzió erősebb anyagokból készült verziója volt a D-2, ami révén a teljesítményt tovább lehetett növelni 1730 lóerőre. Ez volt a fő vadászgépen alkalmazott verzió.
A legerősebb verzió, amit vadászgépen alkalmaztak a TS volt. Ezen verzió esetében tovább fokozták a nyomást 1.65 ata-ra. Ez azért volt lehetséges, mert a D verzió még nem használta ki teljesen a jobb minőségű üzemanyagban rejlő lehetőségeket. A TS felszállóteljesítménye 2000 lóerő volt, vadászgépen 1944 őszétől kezdve alkalmaztak.
Később különleges-szükségteljesítménnyel (Sondernotleistung) lehetségessé vált a TS teljesítményét 2200 lóerőre növelni. Különleges-szükségteljesítmény alkalmazásakor a TS töltőnyomása 1.82 ata volt.
A TS verzió a gyártásba nem került E verzió feltöltő-rendszerét kapta. A TS verzió feltöltő-rendszere nagyobb magasságra volt beállítva, amit nagyobb áttétellel értek el. Ez a D-2 verzióhoz képest elsősorban 2000-3000 méteres magasságon biztosított jelentősen nagyobb teljesítményt. 2000 méteres magasságon a TS-el hajtott 190-esek 35 km/ó-val gyorsabbak voltak, mint a D-2 verzióval hajtottak.
Egy további, vadászgépeken alkalmazott verzió a TU volt. A TU erősebb páncélzatot kapott: a gyűrűs olajhűtő páncélzatának a vastagságát 10 mm-re növelték. A TU motorral hajtott Fw 190-esek páncélzatának a tömege elérte a 165 kilógrammot. A TU alapvetően a legnagyobb darabszámban gyártott D-2 verzión alapult.
A 801-es korai verzióin a szükségteljesítmény időbeni korlátozása 3 perc volt. A később gyártott, jobb anyagokból épített TU és D-2 verziók esetén ez a korlátozás már kitolódott 10 percre. Ennek következtében a TU-val hajtott 190-esek emelkedési ideje 8000 méterre 12 perc feletti időről 9 perc alá csökkent.
A TS verzió szintén megkapta a megerősített páncélzatot.
A TU és a TS verziókat több különböző verzió alkatrészeinek a felhasználásával hozták létre. Az alkatrészek egy része a gyártásba nem került F verzióról származott (lejjebb).

## Erhöhte Notleistung
A 801-es esetében 1944-től az Erhöhte Notleistung üzemmóddal növelték a teljesítményt. Az üzemmód alkalmazása során a töltőnyomás a legtöbb legyártott példányon alkalmazott 1.42 ata értékről 1.58-1.65 ata értékre nőtt.
Ehhez azt kell tudni, hogy a legtöbb második világháborús vadászgépen fojtásos szabályozású mechanikus-feltöltőket (kompresszorokat) alkalmaztak. Az ilyen felötlőt-rendszereken a motor túltöltését a fojtás akadályozta meg.
Amikor bekapcsolták az új üzemmódot, akkor a motort vezérlő rendszer csökkentette a fojtás mértékét. Ez által a motorba nyomott levegő nyomása tengerszinten 1.58 ata-ra, míg a kompresszor második sebessége esetében 1.42 ata-ról, 1.65 ata-ra nőtt.
Ez által a Focke-Wulf 190-es sebessége tengerszinten 22 km/ó-val, míg 5500 méteres magasságon 25 km/ó-val nőtt.

## A verziók csoportosítása
A cikk fenti részében eddig 6 verzióját említettük meg a motornak. Viszont a gyártásba került verziók száma jóval több volt, a gyártásba nem került projektek száma pedig még több. A 801-es verzióinak alapvetően két (vagy három) főbb csoportja volt, bár vannak olyan verziók, amik kívül esnek ezen a csoportosításon.
Az első nagyobb csoportot a 87 oktános üzemanyagot alkalmazó verziók alkotják. Ezeknek 1560 lóerő volt a felszállóteljesítménye és ebbe a csoportba, az A, B, C és az L verziók tartoznak. Az L verzió a 801-es trópusi verziója volt.
A második nagyobb csoportba a 100 oktános üzemanyagot alkalmazó verziók tartoznak. Ezek a D (D-2) verzión alapultak és 1700-1730 lóerő volt a felszállóteljesítményük. Ebbe a csoportba a D-2, G-2, Q-2 és H-2 verziókat sorolják.
A G-2 és a Q-2 verziókon lehetséges volt GM-1 teljesítményfokozó-rendszert alkalmazni. A GM-1 alapvetően a nagy magasságban ritka levegőt pótolta a motor számára. Ezt egyszerűbb volt megvalósítani, mint a turbófeltöltőt.
Az ebben a két csoportban említett verziók nagy része bombázókhoz készült és benne van a gyártásba került verziók nagy része, de nem mindegyik.
Egy további csoportot az E, az F és az S verziók alkotnak, amik nagyobb teljesítményűek voltak, mint a D-2. Ezek közül az S került gyártásba TS-ként, a Luftwaffe célja pedig az F alkalmazása volt. Az F 2400 lóerőt tudott leadni, ami igen nagy teljesítmény-növekedés lett volna, de a háború még az alkalmazása előtt véget ért. A tervek szerint 45 tavaszától alkalmazták volna.
A Bingham könyv egy negyedik csoportként a BMW 801 R-t jelöli, ami egy kétfokozatú-feltöltővel volt feltöltve.

## A legerősebb, legalább prototípus szinten létező verzió: BMW 801 F
A 801-es legerősebb verziója az F volt. A legtöbb forrás szerint ez a verzió képes volt 2400 lóerőt vagy még nagyobb teljesítményt leadni. Egyes források szerint a tesztek során a verzió akár 2600 lóerőt is képes volt leadni.
Az F verzió egyik jelentős fejlesztése a szelepelés volt. A verzió nagyobb kipufogó- és szívószelepeket kapott. Továbbá a szelepek gyorsabban záródtak és nyíltak és nőtt a szelepösszenyitás időtartama.
Az F mechanikus-feltöltője nagyobb áttételeket kapott. Az áttétel arra utal, hogy a kompresszor a motor fordulatszámának hányszorosával járt. A nagyobb áttétel révén a feltöltő-rendszer több levegőt tudott a hengerekbe nyomni.
Az F főtengelyét megerősítették, hogy bírja a nagyobb teljesítményt, továbbá nagyobb teljesítményű pumpát kapott az üzemanyag befecskendező-rendszerhez.
Az F emellett aerodinamikai szempontból is fejlettebb volt a korábbi verzióknál.
Az F verziót közepes magasságra optimalizálták, ami miatt a legtöbb 801-eshez hasonlóan kétsebességes mechanikus-feltöltővel volt feltöltve. Viszont később lehetőség lett volna turbófeltöltő alkalmazására.
Az F verziót legelőször 1943-ban építették be repülőgépbe tesztelés céljából. Az első repülőgép, ami megkapta az új motort, a Focke-Wulf 190-es V34 jelű prototípusa volt. A V34 az új motorral 696 km/ó sebességet ért el, 6100 méteres magasságon.

## Turbófeltöltő: BMW 801 TJ és TQ
A második világháború idején a német repülőgépmotorokra nem volt jellemző a turbófeltöltők alkalmazása. A kompresszort (mechanikus feltöltőt) egyszerűbb volt megvalósítani és a turbókhoz stratégiai nyersanyagok kellettek. Ezért nagyon kevés második világháborús német repülőgépen láthatunk turbókat.
A BMW 801 az egyik kivétel volt. A 801-es esetében sikerült kifejleszteni egy megfelelő turbófeltöltőt, amit a BMW 801 TJ verzión alkalmaztak. Ezt úgy tudták megvalósítani, hogy a hőálló ötvözetek alkalmazása helyett levegővel hűtött turbinalapátokat alkalmaztak a modern gázturbinákhoz hasonlóan.
A TJ verziónak 1810 lóerő volt a felszállóteljesítménye és 44-ben kezdték sorozatban gyártani. Egymotoros vadászgépeken nem alkalmazták, tipikusan kétmotoros felderítő- és bombázógépeken került alkalmazásra. A TJ verzió 12 200 méteres magasságon is képes volt 1500 lóerőt leadni.
Egy másik turbófeltöltővel ellátott 801-es verzió a TQ volt. Ez a verzió a gyártásba nem került E verzión alapult, de a mechanikus-feltöltőt (kompresszort) kicserélték egy turbófeltöltő-rendszerre. Víz-metanol befecskendezéssel ez a verzió felszálláskor 2270 lóerőt tudott leadni, de a háború még az alkalmazása előtt véget ért.
A turbós TJ és TQ verziók átmérője, hossza és száraz tömege jelentősen nagyobb volt, mint a legnagyobb számban gyártott kompresszoros verzióknak. A TJ és a TQ hossza nagyjából fél méterrel nagyobb volt a legtöbb legyártott szériamotor hosszánál.
A TJ és a TQ verziók tömege megegyező, 1600 kilogramm volt. A TQ a megegyező tömeg ellenére azért tudott nagyobb teljesítményt kifejteni, mivel erősebb anyagokból építették.
A töltőnyomás felszálláskor a TJ verzió esetében 1.55 ata, míg a TQ verzió esetében 1.75 ata volt.

## A felnagyított verzió: BMW 802
A BMW vállalat legnagyobb jelentőségű repülőgépmotorja a BMW 801 volt a második világháború idején. Viszont ez nem jelenti azt, hogy ne terveztek volna nagyobb teljesítményű típust. A BMW 801-en alapuló, megnövelt lökettérfogatú verzió a BMW 802 lett.
A 802 esetében a hengerek lökettérfogata azonos volt, de míg a 801-es 14 hengeres volt, addig a 802-es 18 hengeres lett. A lökettérfogat növelése az egyéb megoldásokkal együtt azt eredményezte, hogy míg a 801-es alapverziójának a felszállóteljesítménye 1560 lóerő volt, a 802-es esetében a felszállóteljesítmény 2600 lóerő lett.
A 802-es egyik jelentős fejlesztése a motor belső aerodinamikájának az optimalizálása volt. Ez azért volt lényeges, mivel egy léghűtéses motor esetében a légellenállás jelentős részét a hengerek okozták. A 802-es esetében a tervezés során minimalizálták a motor belső légellenállását, az által hogy a levegőnek a motorburkolaton belül (a hengerek között) a lehető legegyenesebb útja volt.
Annak érdekében, hogy a motoron áthaladó levegő a lehető legkevesebb ellenállással haladhasson, a hengerek szelepei nem a hengerek oldalán, hanem azok elején és hátulján lettek elhelyezve. A szívószelepek a hengerek elejére, a kipufogószelepek hátul kaptak helyt. Ez által kevésbé voltak a levegő útjában.
A 802-es feltöltő-rendszerét úgy alakították ki, hogy a levegőnek a lehető leggyorsabb útja legyen a hengerek felé. Ezért a csillagmotoroknál szokatlan módon a motor mechanikus-feltöltője nem a hengerek mögött, hanem a hengerek előtt lett elhelyezve. Ennek következtében a feltöltő-rendszer által nyomott levegőnek nem kellett 180 fokot fordulnia a hengerek felé.
A típus tovább lehetett volna fejleszteni 2800-2900 lóerőig.
A projekt lassan haladt, valószínűleg azért, mivel a 801-es sikere lekötötte a BMW figyelmét. Ezért a prototípusokat csak hosszas tervezési munka után, ’43-ban kezdték tesztelni és még abban az évben leállították a projektet. Ennek az volt az oka, hogy 43-ban már belátható közelségben volt a gázturbinás sugárhajtómű és ezért a BMW-nél úgy látták, hogy nem volt értelme új belsőégésű-motor kifejlesztésének.
A projekt leállításában annak is szerepe lehetett, hogy a típus bombázómotornak készült, a Luftwaffe következő generációs bombázógépjeihez. Viszont az új generációs bombázógépek nem realizálódtak, ami miatt nem maradt alkalmazás a típusnak.

## Hasonló fejlesztések: BMW 804 és BMW 805
A 802-es mellett a világháború folyamán a BMW más típusokat is fejlesztett a 801-es leváltására. Ezek közé tartozott a BMW 804 és a BMW 805.
Ennek a két típusnak az alapvető jellemzői hasonlóak voltak a 801-eshez: mindkét típus kétkoszorús, 14 hengeres, léghűtéses csillagmotor volt, mechanikus-feltöltővel..
A 804-es esetén a 801-eshez képest megnövelték a lökettérfogatot: míg a 801-es furata és lökethossza 156 mm volt, addig a 804-es esetében mindkét érték 160 mm lett, ami a lökettérfogatot 41,8 literről 45 liter fölé növelte. A 804-es felszállóteljesítménye 2000 lóerő lett volna. A 804-esnek 3-sebességes feltöltő-rendszere lett volna, aminek a méretezési magassága 8 ezer méter lett volna.
A 805-ös szintén hasonlított a 801-eshez: mindkét típus 14 hengeres volt, megegyező, 41.8 literes lökettérfogattal. Viszont a 805-ös lényegesen fejlettebb feltöltő-rendszert kapott: míg a 801-es kétsebességes mechanikus-feltöltővel rendelkezett, addig a 805-ös kétfokozatú, négysebességes mechanikus-feltöltőt kapott volna.
A 804-est a fejlesztési programból 1942-ben, a 805-öst 1944-ben törölték.
A 805-öst ugyan 1944-ben törölték a fejlesztési programból, de a kifejlesztett motort a BMW részben megpróbálta hasznosítani: a 805-ös feltöltő-rendszerének az alkalmazásával létrehozták a 801-es R verzióját.

## BMW 801 R
A 801-es egyik magassági-repülőgépmotor verziója az R verzió volt. Ezen verzió a gyártásba nem került E verzión alapult, de egy sokkal fejlettebb, kétfokozatú-, négysebességes mechanikus-feltöltővel, ami a BMW 805 projektből származott.
Az R emellett képes volt GM-1 teljesítményfokozó-rendszert alkalmazni, ami N2O befecskendezéssel pótolta a nagy magasságban hiányzó oxigént a motor számára.
Emellett a típus képes volt repülés közben váltani az alkalmazott üzemanyag minőségét, vagyis kettős üzemű volt.
Az R felszállóteljesítménye 2000 lóerő volt és 5200 méteres magasságban is képes volt közel ekkora teljesítményre. 8600 méteres magasságban 1700 lóerőt tudott leadni. A feltöltő-rendszer méretezési magassága 11000 méter volt, ahol a típus 1400 lóerőt tudott leadni.
A 801-es verziói közül az R volt a legnehezebb 1800 kilogrammos tömegével.

## Könyv
Victor Bingham: Major Piston Aero Engines of World War 2
Kyrill von Gersdorf: Flugmotoren und Strahltriebwerke

## Weboldal
http://www.wwiiaircraftperformance.org/
https://ww2aircraft.net/forum/attachments/801-ts-leistungsstufen-jpg.212925/
http://www.wwiiaircraftperformance.org/fw190/fw190-A-8-boost-15-03-44.html
http://www.wwiiaircraftperformance.org/fw190/fw190-410230-nr1.html
http://www.wwiiaircraftperformance.org/fw190/BMW-VB-126.html
https://www.ju388.de/